# Aleksander Groth
Aleksander Groth (Grott) z Przyłęk herbu Rawicz (zm. przed 18 maja 1714 roku) – miecznik krakowski od 1709 roku.
Jako poseł województwa krakowskiego był uczestnikiem Walnej Rady Warszawskiej 1710 roku.